# Pomes de relleno
Les pomes de relleno són unes postres típiques de l'Empordà, d'origen medieval, elaborades amb poma i farcides de carn. També anomenades pomes farcides de carn, pomes de tap, pomes farcides o bé pomes capçades.
També són típiques de la Selva, del Gironès, del Pla de l'Estany, del Maresme (Arenys, Llavaneres, ...), al Vallès (Sant Celoni), etc. Les varietats de poma utilitzades solen ser la capçana, la verda donzella o bé la reineta de l'Empordà, varietats que aguanten llargues coccions.
Ja s'esmenta en un receptari de començaments del segle xviii, Avisos y instrucciones per lo principiant cuiner, del pare Josep Orri. I el baró de Maldà en parlava com un plat sumptuós que es podia realitzar amb altres fruites com ara peres, pomes, préssecs o codonys.
Són típiques les pomes de relleno de Vilabertran que són adherides a la Marca de Garantia Productes de l'Empordà. Se celebra anualment una fira a mitjan setembre en aquest municipi.